# 장남식
장남식(1954년~ )는 DGB생명보험(구 우리아비바생명) 대표이사 사장과 LIG손해보험 대표이사 사장, 손해보험협회장을 지낸 대한민국의 기업인이다. 

## 학력
- 부산고등학교 졸업
- 서울대학교 사회학과 졸업
- 캐나다 맥길대학교 대학원 경영학 석사

## 경력
- 1980년 범한해상화재(현 LIG손보) 입사
- 럭키생명(현 DGB생명보험) 대표이사
- LIG손보 사장
- 제52대 손해보험협회장

## 참고 자료
- 장남식 아주경제 인물검색